# Адміністративний устрій Хмельницької області
Адміністративний поділ Хмельницької області — територіальна організація краю на певні адміністративні одиниці. За площею територія (20,6 тис. км² або 3,4 % від площі країни) Хмельницької області належить до невеликих областей України і посідає серед них 19 місце. Чисельність постійного населення області на 1 лютого 2020 року становила 1 250 767 осіб. Центром регіону є місто Хмельницький.

### Поділ
Хмельницька область поділяється на 3 адміністративних райони, різних за площею, чисельністю населення, кількістю поселень, соціально-економічним розвитком тощо.
У Хмельницькій області станом на 2020 рік налічується:
- 1 обласна рада
- 3 районні ради
- 13 міських рад
- 22 селищні ради
- 25 сільських рад

## Склад
До складу області входять 3 райони та 60 територіальних громад.

### Райони
- Кам'янець-Подільський
- Хмельницький
- Шепетівський

### Міста
- Кам'янець-Подільський
- Нетішин
- Славута
- Старокостянтинів
- Хмельницький
- Шепетівка

- Волочиськ
- Городок
- Деражня
- Дунаївці
- Ізяслав
- Красилів
- Полонне

### Селища міського типу
- Антоніни
- Базалія
- Білогір'я
- Війтівці
- Віньківці
- Вовковинці
- Гриців
- Дунаївці
- Закупне
- Летичів
- Лозове
- Меджибіж
- Наркевичі
- Нова Ушиця
- Понінка
- Сатанів
- Смотрич
- Стара Синява
- Стара Ушиця
- Теофіполь
- Чемерівці
- Чорний Острів
- Ямпіль
- Ярмолинці

## Історія
22 вересня 1937 року згідно з постановою ЦВК СРСР «Про розділення Харківської області на Харківську і Полтавську, Київської — на Київську і Житомирську, Вінницької — на Вінницьку і Кам'янець-Подільську та Одеської — на Одеську і Миколаївську області» була утворена Кам'янець-Подільська область, до складу якої ввійшли 33 райони і 3 міста обласного значення Вінницької області: Антонинський, Базалійський, Берездівський, Вовковинецький, Волочиський (центр — с. Фрідріхівка), Городоцький (центр — Городок-Проскурівський), Грицівський, Деражнянський, Дунаєвецький, Затонський, Ізяславський, Красилівський, Летичівський, Ляховецький, Меджибізький, Миньковецький, Михалпільський, Ново-Ушицький, Орининський, Остропільський, Плужнянський, Полонський, Сатанівський, Славутський, Смотрицький, Солобковецький, Старо-Костянтинівський, Старо-Синявський, Старо-Ушицький, Теофіпольський, Чемеровецький, Чорноострівський, Ярмолинецький, міста Кам'янець-Подільськ, Проскурів, Шепетівка.
1938 року Затонський район перейменовано на Віньковецький.
Станом на 1 жовтня 1938 року в області було 33 райони і 3 міста обласного підпорядкування.
28 червня 1939 року створено Довжоцький і Проскурівський райони.
11 серпня 1939 року створено Шепетівський район (з 26 сільрад міськради м. Шепетівки).
29 серпня 1939 року створено Фельштинський район.
У 1930-их Городок-Проскурівський перейменовано на Городок.
12 травня 1941 року обласний центр перенесено з Кам'янець-Подільська до Проскурова.
9 серпня 1944 року Кам'янець-Подільськ перейменовано на Кам'янець-Подільський.
5 грудня 1944 року Довжоцький район перейменований на Кам'янець-Подільський, центр району перенесено з Довжка до Кам'янця-Подільського.
4 червня 1945 року центр Волочиського району с. Фрідрихівка перейменовано на Волочиськ.
4 червня 1945 р. та 7 березня 1946 року була перейменована значна кількість сіл, сільрад і т. ін.
8 квітня 1946 року Ляховецький район перейменовано на Білогірський, Михалпільський — на Михайлівський, Фельштинський — на Гвардійський.
13 липня 1946 року Проскурівський район перейменований на Ружичнянський, його центр перенесено до села Ружичної.
Станом на 1 вересня 1946 року в області було 37 районів і 3 міста обласного підпорядкування.
30 серпня 1948 року місто Шепетівка віднесене до категорії міст районного підпорядкування і включене до Шепетівського району.
4 лютого 1954 року Кам'янець-Подільська область перейменована на Хмельницьку, місто Проскурів — на Хмельницький.
7 червня 1957 року ліквідовані Гвардійський і Солобковецький райони
21 січня 1959 року ліквідовані Вовковинецький, Миньковецький і Михайлівський райони
23 лютого 1959 року Теофіпольський район було перейменовано на Мануїльський.
23 вересня 1959 року ліквідовані Базалійський, Берездівський, Меджибізький, Орининський, Остропільський, Плужнянський, Сатанівський, Староушицький райони.
30 грудня 1962 року за новим районуванням в області створено 10 районів: Волочиський, Городоцький, Дунаєвецький, Ізяславський, Кам'янець-Подільський, Красилівський, Летичівський, Старокостянтинівський, Шепетівський, Ярмолинецький. Міста Дунаївці і Славута віднесені до категорії міст обласного підпорядкування. Отже скасовувались 14 районів: Антонінський, Білогірський, Віньковецький, Грицівський, Деражнянський, Мануїльський, Новоушицький, Полонський, Ружичнянський, Славутський, Смотрицький, Старосинявський, Чемеровецький та Чорноострівський.
3 жовтня 1963 року місто Шепетівка віднесене до категорії міст обласного підпорядкування, Славута — до міст районного підпорядкування, включена до Шепетівської міськради.
4 січня 1965 року запроваджено нове районування, за яким в області створено 16 районів: Білогірський, Волочиський, Городоцький, Деражнянський, Дунаєвецький, Ізяславський, Кам'янець-Подільський, Красилівський, Летичівський, Новоушицький, Славутський, Старокостянтинівський, Хмельницький, Чемеровецький, Шепетівський, Ярмолинецький. Місто Дунаївці віднесене до міст районного підпорядкування.
15 серпня 1966 року була перейменована значна кількість населених пунктів.
8 грудня 1966 року відновлені Віньковецький, Полонський, Старосинявський, Теофіпольський райони.
1979 року місто Славута віднесене до категорії міст обласного підпорядкування.
21 жовтня 1993 року місто Нетішин віднесене до категорії міст обласного підпорядкування.
15 грудня 1999 року місто Старокостянтинів віднесене до категорії міст обласного значення.
17 липня 2020 року старі райони укрупнено до трьох: Кам'янець-Подільський, Хмельницький, Шепетівський.